# Lednik Sjokalskogo
Lednik Sjokalskogo (ryska: Lednik Shokal’skogo, Ледник Шокальского) är en glaciär i Kirgizistan.   Den ligger i oblastet Ysyk-Köl Oblusu, i den östra delen av landet, 400 km öster om huvudstaden Bisjkek. Lednik Sjokalskogo ligger 3 757 meter över havet.
Terrängen runt Lednik Sjokalskogo är mycket bergig.  Trakten runt Lednik Sjokalskogo är nära nog obefolkad, med mindre än två invånare per kvadratkilometer. Det finns inga samhällen i närheten. Trakten runt Lednik Sjokalskogo är permanent täckt av is och snö.